# Guayacán (Ceiba)
Guayacán es un barrio ubicado en el municipio de Ceiba en el Estado Libre Asociado de Puerto Rico. En el Censo de 2010 tenía una población de 2 habitantes y una densidad poblacional de 0,11 personas por km².

## Geografía
Guayacán se encuentra ubicado en las coordenadas 18°13′26″N 65°38′8″O / 18.22389, -65.63556. Según la Oficina del Censo de los Estados Unidos, Guayacán tiene una superficie total de 18.39 km², de la cual 11.58 km² corresponden a tierra firme y (37.04%) 6.81 km² es agua.

## Demografía
Según el censo de 2010, había 2 personas residiendo en Guayacán. La densidad de población era de 0,11 hab./km². De los 2 habitantes, Guayacán estaba compuesto por el 50% blancos y el 50% eran afroamericanos. Del total de la población el 100% eran hispanos o latinos de cualquier raza.